# Asociación Alba (drogodependencia)
La Asociación Alba es una asociación tarrasense, nacida en 1987, y que se dedica a la ayuda al drogodependiente, a la sensibilización sobre las drogas y el VIH en colectivos de peligro. También tiene un proyecto de cooperación internacional en Burkina Faso.

## Historia
Esta asociación de ámbito catalán fue creada en febrero de 1987 por un grupo de personas que llevaban diversos meses reuniéndose en la parroquia del Carmen, en Tarrasa, con la intención de crear un centro de ayuda y acogida al drogodependiente. La asociación abre el centro de día el año 1989 en el anexo de la Masía de Can Anglada (Tarrasa), donde el toxicómano realiza diversas actividades terapéuticas y de reinserción social durante el día. ALBA siempre se ha regido por el no desarraigo del paciente respecto a su entorno social. Desde el inicio ha existido una estrecha colaboración entre la asociación y el Departamento de Salud de la Generalidad de Cataluña.
El año 1991 firma el convenio con el Departamento de Justicia de la Generalidad de Cataluña, gracias al cual puede trabajar con los diferentes centros penitenciarios de la Provincia de Barcelona. El 1993 es declarada de utilidad pública por el Consejo de Ministros de España. En la actualidad la asociación se encuentra en las dependencias del antiguo convento de Sto. Francisco de Assís.

## Proyectos

### Centro de día
El centro de día está parcialmente subvencionada por ICASS del Departamento de Acción Social y Ciudadanía y se divide en dos bloques:
- Programas de baja exigencia: son programas en el que el usuario sigue consumiendo y se realizan intervenciones que van encaminadas a la reducción de daños asociados al consumo de drogas, o hacia la alta exigencia.
- Programas de alta exigencia: son programas en el que el usuario ya no consume y se realizan intervenciones que buscan una abstinencia total de drogas y una reinserción sociolaboral completa.

### Unidad de Crisis
La Unidad de Crisis es un programa piloto único en España promovido por el CatSalud y la Asociación ALBA. Consiste en un centro residencial que da un ingreso rápido y de corta estancia a personas drogodependientes en situación de crisis médica debido al consumo de drogas. 

### Proyecto de Promoción de la Mujer y Prevención de la Sida en Burkina Faso
El proyecto de Promoción de la Mujer y Prevención del Sida en Burkina Faso nace a raíz del hermanamiento con la asociación autóctona Fah-Sitala el año 2004. La asociación realiza actividades socioeconómicas para mujeres jóvenes sin formación y campañas de prevención para la mejora de la salud general y reproductiva. 
El Ayuntamiento de Tarrasa ha subvencionado gran parte del proyecto.